# Maximiliano Francisco da Áustria
Maximiliano Francisco Xavier José João Antonio de Paula Wenzel de Áustria (em alemão: Maximilian Franz Xaver Joseph Johann Anton de Paula Wenzel von Österreich, também chamado Maximilian II. Franz) (Palácio de Hofburg, Viena, 8 de dezembro de 1756 - Palácio de Hetzendorf, Viena, 27 de julho de 1801) foi arquiduque da Áustria, príncipe-eleitor e arcebispo de Colônia, príncipe-bispo de Münster e grão-mestre da Ordem Teutônica. É mais lembrado por ter sido o patrão de Beethoven.

## Biografia

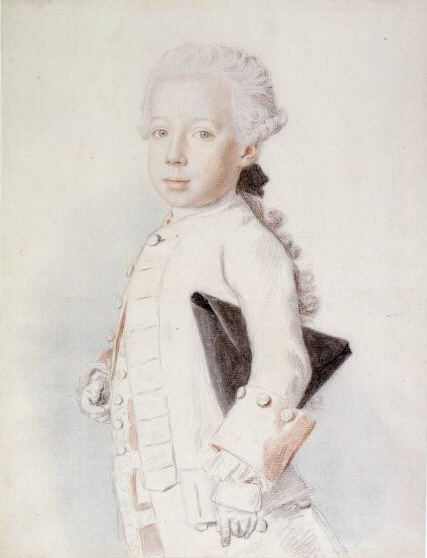
Maximiliano Francisco com seis anos de idade em 1762, por Liotard.

Nascido no Palácio Imperial de Hofburg, Maximiliano era o filho mais novo de Francisco I, Sacro Imperador Romano-Germânico e da imperatriz Maria Teresa da Áustria. Entre seus irmãos estavam José II e Leopoldo II (ambos soberanos do Sacro Império Romano-Germânico), Maria Amália, duquesa de Parma, Maria Carolina, rainha de Nápoles e Sicília e a famosa Maria Antonieta, rainha de França. Em 1780, ele sucedeu seu tio, o príncipe Carlos Alexandre de Lorena como grão-mestre da Ordem Teutônica.
Em 1784, ele se tornou príncipe-eleitor e arcebispo de Colônia, vivendo na residência eleitoral em Bonn. Ele permaneceu nesse cargo até sua morte no exílio. Na qualidade de chanceler do Sacro Império Romano-Germânico pela Itália e vice-papa, ele coroou como imperador em Frankfurt primeiro seu irmão Leopoldo II em 1790 e em 1792 seu sobrinho Francisco II.
Ao mesmo tempo em que se tornava eleitor de Colônia, Maximiliano Francisco foi eleito príncipe-bispo de Münster e realizou uma corte em Bonn, como os arcebispo-eleitores de Colônia haviam sido obrigados a fazer desde o final da Idade Média. Um pioneiro da música, Maximiliano Francisco manteve um estabelecimento musical de corte no qual o pai de Beethoven era um tenor, tendo assim um papel importante no início da carreira do filho como membro do mesmo corpo musical do qual seu avô, também chamado Ludwig van Beethoven tinha sido um Mestre de capela.
O organista da corte, Christian Gottlob Neefe, foi o primeiro mentor e professor de Beethoven. Reconhecendo o presente de seu jovem aluno como intérprete e como compositor, Neefe levou Beethoven à corte, aconselhando Maximiliano Francisco a nomeá-lo como organista assistente. Maximiliano Francisco também reconheceu as extraordinárias habilidades do jovem Beethoven. Em 1787, ele deu permissão a Beethoven para visitar Viena para se tornar um aluno de Mozart, mas a visita foi interrompida pela notícia da última doença da mãe de Beethoven e faltam evidências para qualquer contato com Mozart. Em 1792, pouco depois da morte de Mozart, Maximiliano enviou novamente Beethoven em pleno salário a Viena para estudar com Joseph Haydn, Antonio Salieri e outros. O eleitor manteve um interesse no progresso do jovem Beethoven, e vários relatórios de Haydn a Maximiliano detalhando-o são existentes. O príncipe antecipou que Beethoven retornaria a Bonn e continuaria trabalhando para ele, mas devido à situação política e militar subsequente, seu assunto nunca retornou, optando por seguir uma carreira em Viena.

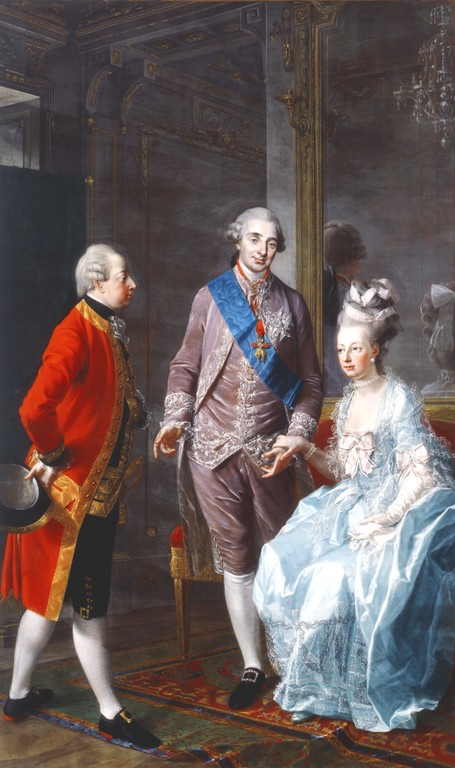
Maximiliano Francisco durante uma visita a sua irmã Maria Antonieta e o rei Luís XVI da França. Pintura de Josef Hauzinger, por volta de 1776.

O governo de Maximiliano Francisco sobre a maior parte do eleitorado terminou em 1794, quando seus domínios foram invadidos pelas tropas da França Revolucionária. Durante as Guerras revolucionárias francesas, Colônia e Bonn foram ambas ocupadas pelo exército francês na segunda metade de 1794. Quando os franceses se aproximaram, Maximiliano Francisco deixou Bonn, como se constatou que nunca mais voltaria, e seus territórios na margem esquerda do rio. O Rio Reno acabou por passar para a França sob os termos do Tratado de Lunéville (1801). O tribunal do arcebispo deixou de existir. Embora Maximiliano Francisco ainda manteve seus territórios na margem direita do Reno, incluindo Münster e o Ducado da Vestfália, grotescamente corpulento e atormentado por problemas de saúde, fixou residência em Viena após a perda de seu capital e lá permaneceu até sua morte aos 44 anos, no Palácio Hetzendorf em 1801. O desmantelamento da corte fez com que Beethoven se mudasse para Viena permanente, e seu salário foi rescindido.
Beethoven planejava dedicar sua Primeira Sinfonia ao seu antigo patrono, mas este último morreu antes de ser concluído.
O eleitorado de Colônia foi abolido por uma lei do Sacro Império Romano de 1803.
Em teorias de conspiração, como a promovida no Santo Sangue e no Santo Graal, Maximiliano Francisco foi acusado de ser o 22º Grão-Mestre do Priorado de Sião.